# Victor Gollancz
Sir Victor Gollancz (* 9. April 1893 in London; † 8. Februar 1967 ebenda) war ein britisch-jüdischer Verleger, Sozialdemokrat, Humanist und Kämpfer für die Menschenrechte. Er war ein früher Hitler-Gegner und ein Kritiker der Behandlung der Deutschen nach dem Zweiten Weltkrieg, insbesondere auch der Vertreibung.

## Leben
Sein Vater, der als Juwelenhändler in London lebte, war der Sohn eines aus Polen (Witkowo bei Gnesen) nach England eingewanderten Rabbiners. Seine Onkel waren der Rabbi Sir Hermann Gollancz (1852–1930) und der englische Literaturwissenschaftler Sir Israel Gollancz (1864–1930). Die Familie lebte in jüdisch-orthodoxer Tradition.
Er besuchte die St.-Paul's-Schule und das New College in Oxford und löste sich von orthodoxem Denken und den oft kleinbürgerlichen Vorurteilen seiner Familie. Starken Einfluss auf sein politisches Denken übte über mehrere Jahre hinweg die Gildenbewegung aus.
Im Jahr 1914 meldete sich Victor Gollancz als Kriegsfreiwilliger, ohne zuvor sein 1912 begonnenes Studium der Altphilologie am New College in Oxford zu beenden. 1915 erhielt er sein Offizierspatent und wurde an der Küste von Northumberland eingesetzt.
1916 wurde er wegen seiner schlechten Augen aus dem aktiven Dienst entlassen und bekam eine Stelle als Lehrer für Englisch und Latein am militärischen Internat in Repton. Nachdem er 1918 versucht hatte, eine „Civil Class“ – einen Kurs für Staatsbürgerkunde – einzurichten, in der Fragen wie Militarismus, Imperialismus etc. behandelt wurden, endete seine Karriere in der British Army.
Seine berufliche Entwicklung begann unmittelbar darauf mit der Arbeit im Ernest Benn Verlag, dessen Umsatz er von 2.000 Pfund Sterling pro Jahr auf über 250.000 steigern konnte.
1919 heiratete er Ruth Lowy, mit der er fünf Töchter hatte.
Politische Meinungsverschiedenheiten mit dem Verleger Benn führten 1927 zur Trennung, Gollancz gründete 1928 einen eigenen Verlag. Den Victor Gollancz Verlag nutzte er als Sprachrohr für seine politische Überzeugung, wobei er vor allem den Pazifismus und die Sozialdemokratie zu fördern trachtete und dem Nationalismus, insbesondere aber dem antisemitischen Nationalsozialismus, entgegentrat.
Mit seiner 1936 gegründeten Buchgemeinschaft (Left Book Club), der schließlich bis zu 60.000 Menschen angehörten, gelang es ihm, sozial und politisch engagierte Publikationen preiswert in weite Bevölkerungsschichten zu tragen. Seine Autoren waren unter anderem Clement Attlee, Katharine Burdekin, Arthur Koestler, André Malraux, Daphne du Maurier und George Orwell.

## Pazifist, Humanist und Aufklärer über den Nationalismus
1936 veröffentlichte Gollancz in seinem Verlag das von einem anonymen Autor verfasste Buch The yellow spot, das hauptsächlich anhand deutscher Originalquellen die Entrechtung und Ächtung der Juden nach drei Jahren Nazi-Regime detailliert darstellte. In den nächsten Jahren folgten weitere Bücher mit dieser Thematik. In seiner in der Weihnachtszeit 1942 verfassten Druckschrift Let my people go (Lasst mein Volk ziehen), die 1943 in sechs Auflagen mit insgesamt einer viertel Million Exemplaren erschien, schilderte Gollancz, was den Juden durch die Deutschen und ihre Helfer angetan wurde. Rückblickend konstatierte er im April 1945: „Das letzte dieser Bücher war „Let my people go“, wo ich versuchte, durch Beschreibung der Ereignisse in Polen eine öffentliche Meinung hervorzurufen, die gewisse praktische Maßnahmen zur Rettung eines wenn auch kleinen Prozentsatzes dieser Opfer erzwingen würde, bevor es zu spät wäre. Der Versuch scheiterte: Wir wissen jetzt, dass etwa vier Millionen Juden – ein Viertel der jüdischen Bevölkerung weltweit – inmitten jeder nur denkbaren Ausprägung von Terror und Schande massakriert wurden. Wer wissen will, wie das vor sich ging, lese diesen Auszug aus einem Brief eines polnisch-jüdischen Kindes: ‚Nun muss ich Euch Lebewohl sagen, morgen kommt Mutter in die Gaskammer und ich werde in einen Schacht hinunter geworfen.’“ Und Gollancz wendete sich an seine britischen Leser: „Nein, es gab nie die geringste Ausrede für das Vorschützen von Unkenntnis. Und nun frage dich selbst, Leser, was hast du dagegen unternommen? – Nichts? – Warum?“
Als die Dritte Internationale nach dem Abschluss des Hitler-Stalin-Paktes zur Sabotage des „imperialistischen Krieges“ Großbritanniens gegen das Deutsche Reich aufrief, wurde dies 1941 von Gollancz und anderen prominenten Mitgliedern des Left Book Clubs heftig kritisiert.
Ab Mai 1945 wandte er sich leidenschaftlich gegen die These von der Kollektivschuld der Deutschen, führte Kampagnen gegen den Hunger und verurteilte die Vertreibung der Deutschen aus Ostmitteleuropa. Zudem gehörte Gollancz mit Bertrand Russell und Robert Jungk zu den Initiatoren der Bewegung gegen die Atomwaffen. Außerdem war er ein Kritiker der Todesstrafe und ein Vorkämpfer der Völkerverständigung.
Am 2. Oktober 1946 brach er – entgegen dem Rat seiner Freunde – zu einer Reise in die britische Besatzungszone auf, um sich selbst einen Eindruck von der Lage in Deutschland zu verschaffen. Er beschrieb in Artikeln den schlechten Ernährungs- und Gesundheitszustand vieler Menschen. Seine „Zuneigung“ zu leidenden Deutschen stieß auf Unverständnis, und einer seiner Artikel kam aus diesem Grund nicht zur Veröffentlichung. Ebenso schockierend wie seine Berichte waren seine Fotos vom Elend der Deutschen nach dem Krieg.

„Als ich Deutschland im Jahr 1946 besuchte, habe ich viele schreckliche und herzzerreißende Bilder gesehen. Nichts hat mich mehr betrübt als die Kinder und Jugendlichen, die ich in den Straßen herumwandern und um die Bahnhofsbunker herumsitzen sah.“

„Ich war niemals mehr prodeutsch als ich profranzösisch, projüdisch, proarabisch oder sonstwas war. Ich hasse alles, was pro und anti ist. Ich bin nur eins: ich bin pro Menschheit.“

1948 war der israelisch-arabische Krieg für ihn Anlass, zu Spenden für die Palästina-Flüchtlinge aufzurufen.

## Kritiker der Vertreibung der Deutschen
1945 veröffentlichte er eine Schrift unter dem Titel „What Buchenwald really means“, in der er sich gegen die These von der Kollektivschuld eines einzelnen Volkes wandte. 1946 gründete er die Hilfsorganisation „Save Europe Now“.
In seinem Buch Our Threatened Values (London, 1946; 1947 in Zürich mit dem Titel Unser bedrohtes Erbe auf Deutsch erschienen) beklagte Gollancz die Verbrechen an den besiegten Deutschen: „Sofern das Gewissen der Menschheit jemals wieder empfindlich werden sollte, werden diese Vertreibungen als die unsterbliche Schande all derer im Gedächtnis bleiben, die sie veranlasst oder sich damit abgefunden haben. Die Deutschen wurden vertrieben, aber nicht einfach mit einem Mangel an übertriebener Rücksichtnahme, sondern mit dem denkbar höchsten Maß von Brutalität.“
Unter anderem beschreibt er die Situation sudetendeutscher Häftlinge in einem tschechischen KZ: „Sie lebten ohne Rücksicht auf Geschlecht und Alter in Hütten zusammengepfercht… Sie waren im Alter von 4 bis zu 80 Jahren. Jeder sah verhungert aus… Den empörendsten Anblick boten die Säuglinge…“. Als Marschall Montgomery den Deutschen nur 1000 kcal täglich zuteilen wollte und zur Begründung auf die nur 800 kcal für die Häftlinge im Konzentrationslager Bergen-Belsen verwies, schrieb Gollancz über das Hungersterben in Deutschland, dass viele der Flüchtlinge nicht einmal diese 1.000 kcal erhielten. „Es gibt wirklich nur eine Methode der Umerziehung von Menschen“, erklärte er, „nämlich das Beispiel, das man selber vorlebt.“ Gollancz löste dadurch eine Welle der Hilfsbereitschaft aus. Nicht zuletzt sein Engagement führte im Dezember 1946 dazu, dass die britische Regierung das Verbot, Lebensmittelpakete nach Deutschland zu senden, aufhob.
Im Namen der Menschlichkeit und der Demokratie hat sich Gollancz immer wieder gegen nationalistische Entgleisungen gewandt. „Wir wollen uns völlig klar darüber sein, dass der Nationalismus ein Laster ist. Wir meinen mit ‚Nationalismus‘, jede übergebührliche Betonung der Nationalität… Der Nationalismus ist ein Laster, weil er sein Augenmerk auf vergleichsweise belanglose Dinge lenkt… und dabei das Wesentliche übersieht, das einfach darin besteht, dass er (jeder Mensch) ein Mensch ist. (…) Was macht es schon aus, dass ich Englisch spreche und jemand anders Deutsch, dass meine Haut weiß ist und die eines Negers schwarz ist, dass ich Jude bin und mein Nachbar anderen Glaubens… Lasst uns denn im Namen der Vernunft und des gesunden Menschenverstandes diese Unterschiede vergessen, damit wir uns unseres gemeinsamen Menschseins erinnern“.

## Auszeichnungen
- 1949 Ehrendoktorwürde der Universität Frankfurt am Main
- 1949 Goetheplakette der Stadt Frankfurt am Main
- 1953 Großes Bundesverdienstkreuz mit Stern der Bundesrepublik Deutschland
- 1960 Friedenspreis des Deutschen Buchhandels[8]
- 1965 Ritterschlag zum Knight Bachelor durch Elisabeth II.

Viele deutsche Straßen sowie die Volkshochschule des Berliner Bezirks Steglitz-Zehlendorf und eine Schule sowie eine Straße in Berlin-Frohnau sind nach ihm benannt. In Göttingen ist das Victor-Gollancz-Haus Sitz der Gesellschaft für bedrohte Völker.

## Werke (Auswahl)
- The Betrayal of the Left. An Examination and Refutation of Communist Policy from October 1939 to January 1941. With Suggestions for an Alternative and an Epilogue on Political Morality. Gollancz, London 1941 (zusammen mit Harold Laski, George Orwell und John Strachey).
- Leaving them to their fate: the ethics of starvation ('Ihrem Schicksal überlassen: Die Ethik der Aushungerung'). Gollancz, London 1946.
- In Darkest Germany. Gollancz, London 1947.
- In Darkest Germany. With an Introduction by Robert M. Hutchins. Hinsdale, Ill.: Regnery 1947. free download
- Mein lieber Timothy. Ein autobiographischer Brief an meinen Enkel; Erinnerungen. Übersetzung Lutz Weltmann. („My dear Timothy“ und „More for Timothy“). Neuausg. Bertelsmann, Gütersloh 1960 (frühere Ausgabe in den zwei Bänden: „Aufbruch und Begegnung“ und „Auf dieser Erde“).
- Political education at a public school. Gollancz, London 1918 (zusammen mit David Somervell).
- Shall our children live or die? A reply to Lord Vansittart on the German problem. Gollancz, London 1942.
- Stimme aus dem Chaos. Eine Auswahl der Schriften. 2. Aufl. Nest-Verlag, Frankfurt/M. 1960 (hrsg. von Julius Braunthal).
- Unser bedrohtes Erbe („Our Threatened Values“). Atlantis-Verlag, Zürich 1947.